# Élections législatives de 2020 en Utah
Les élections législatives de 2020 en Utah ont lieu le 3 novembre 2020 afin d'élire les 75 membres de la Chambre des représentants de l'État américain de l'Utah.

## Système électoral
La Chambre des représentants de l'Utah est la chambre basse de son parlement bicaméral. Elle est composée de 75 sièges pourvus pour deux ans au scrutin uninominal majoritaire à un tour dans autant de circonscriptions.

## Résultats
| Partis                   | Partis                   | Voix      | %     | +/- | Sièges | +/-           |
| ------------------------ | ------------------------ | --------- | ----- | --- | ------ | ------------- |
|                          | Parti républicain (R)    | 700 140   | 61,28 |     | 58     | 1             |
|                          | Parti démocrate (D)      | 389 899   | 34,13 |     | 17     | 1             |
|                          | Autres partis            | 51 563    | 4,51  |     | 0      | en stagnation |
|                          | Indépendants             | 846       | 0,07  |     | 0      | en stagnation |
|                          |                          |           |       |     |        |               |
| Votes valides            | Votes valides            | 1 142 448 | 75,37 |     |        |               |
| Votes blancs et nuls     | Votes blancs et nuls     | 373 397   | 24,63 |     |        |               |
| Total                    | Total                    | 1 515 845 | 100   | -   | 75     | en stagnation |
| Abstentions              | Abstentions              | 166 667   | 9,91  |     |        |               |
| Inscrits / participation | Inscrits / participation | 1 682 512 | 90,09 |     |        |               |